# Aéroport de Nkolo-Fuma
L'aéroport de Nkolo-Fuma (code IATA : NKL • code OACI : FZAR) est  l'aéroport du village Nkolo-Fuma dans la province de Kongo-Central en République démocratique du Congo.

## Situation
| Bandundu Basango Mboliasa Bunia Gbadolite Gemena Goma Ilebo Kalemie Kananga Kikwit Kindu Kinshasa-Ndjili Kinshasa-N'Dolo Kisangani Kolwezi Lodja Lubumbashi Matari Matadi Mbandaka Mbuji Mayi Nioki Tshikapa Tshumbe |